# Dekorationsmalerei

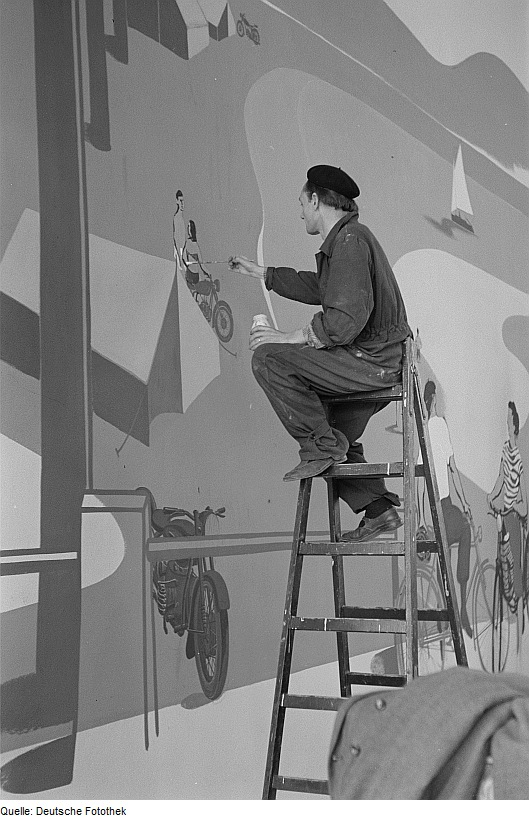
Dekorationsmaler bei seiner Arbeit

Dekorationsmalerei und Dekorationsmaler war und ist ein eigenständiger Fachbereich des Malerberufes und gilt als Kunsthandwerk.

## Berufsbild
Die Dekorationsmalerei ist bereits seit der Antike bekannt und heute noch an den erhaltenen Fresken und Wandgestaltungen von Pompei zu sehen. Als im 19. Jahrhundert in Europa das Interesse an der Antike erwachte, stieg auch die Nachfrage nach der Dekorationsmalerei. Sie war ein eigenständiger Fachbereich des Malerberufes, was sich auch im höheren Lohn des Dekorationsmalers im Vergleich zum Maler niederschlug. Allein im Berliner Adressbuch von 1836 gab es z. B. allein schon sieben Dekorationsmaler, die namentlich aufgeführt wurden. Bis zum 19. Jahrhundert bestanden auch Bühnenbilder hauptsächlich aus bemalten Rückprospekten, für deren Anfertigung die Dekorationsmaler zuständig waren. Der Bedarf an dekorativer Malerei in den größeren Städten war sehr hoch. Viele Kunstmaler verdienten sich damals den Lebensunterhalt mit solchen Dekorationen.

„Die Dekorationsmalerei gehört zum Kunstgewerbe. Sie ist ein Kunsthandwerk, das in seinen einfachsten Leistungen zum gewöhnlichen Handwerk wird, in seinen höchsten aber vollwertig zur eigentlichen Kunst zählt. Die glattgestrichene Wand einerseits und das Deckengemälde, der figurenreiche Theatervorhang andererseits mögen als die Gegensätze gelten, zwischen welchen sich der Beruf des Dekorationsmalers entfalten.
Die Malerei schafft ihre Bilder der Bilder wegen; sie ist Selbstzweck. Die Dekorationsmalerei schmückt die Werke der Architektur und verziert die Erzeugnisse der Gewerbe; sie ist Ausstattungskunst, daher auch der als gleichbedeutend benützte Ausdruck Staffiermalerei.“

Bis in die 1930er Jahre war die Dekorationsmalerei ein selbständiger Beruf in Deutschland. Erst in den 1950er Jahren wurde sie Teil des Malerberufes und geriet in den 1970er Jahren fast in völlige Vergessenheit, um mit Beginn der 1990er Jahre wieder aufzuleben. Die Dekorationsmalerei ist heute hauptsächlich im Bereich der Restaurierung zu finden. Heute ist der Beruf des Bühnenmalers ein eigenständiger, staatlich anerkannter Ausbildungsberuf.
Seit Anfang der 1990er Jahre gibt es ein jährlich stattfindendes internationales Treffen der weltbesten Dekorationsmaler, das sich SALON nennt. 1996 fand das erste Treffen in Frankreich statt. Weitere Orte waren z. B. Paris, New York City, London, Oslo, Chicago, Aarhus, Versailles, Brügge und Atlanta. Lange Zeit war Karl Groissenberger der einzige deutschsprachige Teilnehmer dieses Treffens. Das letzte Treffen fand im März 2012 in Hamburg statt und stellte ein Projekt des Vereins Freifrau von Schulz e. V. dar.
In Deutschland bestand bislang keine Möglichkeit, die Dekorationsmalerei zu erlernen, so dass Interessierte bislang z. B. nach Frankreich oder Belgien auswandern mussten, wo das Handwerk bis heute gepflegt wird. Mittlerweile wird aber auch in Süddeutschland eine Ausbildungsmöglichkeit angeboten.

## Anwendungen und Techniken
- Wandmalerei: gemalte Wandbilder, Murals, Illusionsmalerei, Fassadengestaltung.
- Holzmalerei, Holzimitation: Ziel der Holzmalerei ist es, die verschiedensten Holzarten in ihrer charakteristischen Farbe, Maserung und Fladerung nachzuahmen; hierbei kommen Techniken der Lasur und der Maserierung mit Spezialwerkzeugen wie Modlern, Vertreibern und Kämmen zur Anwendung.
- Marmormalerei: Darunter versteht man das malerische Imitieren der verschiedenen Marmorarten. Die Marmormalerei ist ebenfalls eine Lasurtechnik; im Gegensatz zur Holzmalerei ist es auch möglich, auf saugenden Untergründen wie Leimfarbe oder Mineralfarbe zu malen bzw. zu marmorieren. Erstklassige – von geübter Hand ausgeführte – gute Marmormalereien, wie in der Semperoper in Dresden, kommen dem echten Marmor sehr nahe und sind für den Laien oft kaum noch zu unterscheiden. Im Zusammenwirken mit der Architektur stellt gemalter Marmor eine Veredelung des Objektes dar. Schon in der römischen Antike, etwa in Pompeji wurde Marmor gemalt.
- Steinmalerei oder Steinimitation, gemalte Steinmauer (Steinmalerei, Steinwand): Die malerische Imitation von Stein könnte man auch der Illusionsmalerei bzw. dem Trompe-l’œil oder der Marmormalerei (Onyx) zuordnen.
- Schablonenmalerei: Durch Schablonieren oder Patronieren werden Ornamente, Muster oder Buchstaben mittels einer aus Blech oder Pappe gestanzten Schablone vervielfältigt. Wände oder Decken lassen sich mit dieser Technik relativ rasch ornamentieren. Die Verwendung von Schablonen in der Dekorationsmalerei reicht historisch sehr weit zurück und findet auch heute noch ihre Verwendung in den unterschiedlichsten Wohnstilen.
- Die Schriftenmalerei, auch genannt Kalligrafie, wird entweder mit dem Pinsel oder der Schreibfeder direkt im Schreibfluss ausgeführt, oder in größerem Format konstruiert und mit Pinsel und Malstock oder Malerlineal ausgemalt. Und wird angewandt für Schilder und Tafeln, direkt auf die Fassade eines Ladens als Firmenschild, auf Holz, Stoff und Urkunden findet sie Verwendung. Die Schriftenmalerei gehört zum Beruf des Dekorationsmalers.
- Die Wappenmalerei, auch genannt Heraldik: Die Wappenmalerei hat eigene Gesetzmäßigkeiten in Formgebung und Ornamentik wie zum Beispiel das Akanthus Blatt.
- Die Ornamentik: Sie ist ein eigenes Gebiet in der Dekorationsmalerei, welche auf typische Merkmale in der Baustilkunde Epochen aufgebaut ist, So hat jeder Baustil seine eigenen Elemente in der Ornamentik wie zum Beispiel das Kymation auch genannt das Eierstabmuster, Palmblätter, Akanthusblätter, und viele andere hierzu gehören auch die Kenntnis verschiedener Säulen Kapitell und Basis, die Elemente in der Gestaltung sind in der so genannten Stilkunde klar differenziert und festgelegt.
- Grisaille, Scheinarchitektur, Schattenmalerei, plastische Malerei und Buntplastik: Darunter versteht man das Malen auf grauen Untergründen. Durch geschicktes Malen von „Licht und Schatten“ beginnt der graue flache Untergrund plastisch zu wirken und es entsteht eine perfekte Augentäuschung.
- Restauration: Erhalten und Konservieren alter Substanz. Dazu gehören das Freilegen des Originals, Festigen bzw. konservieren, Retuschieren des Zerstörten, das Ergänzen bzw. das Rekonstruieren des Fehlenden. Dabei handelt es sich oft um dekorative Malereien, die mit denselben Farben und Techniken gemalt wurden wie sie heute noch angewendet werden. Auch die damals verwendeten Werkzeuge haben sich in manchen Techniken kaum geändert.
- Farbenlehre, Farbenkunde und Farbherstellung. Die Farbenlehre gehört als Basiselement zum Beruf des Dekorationsmalers, ebenso die Werkstoff und Farbenkunde. Es werden sowohl alte als auch neue Rezepturen gelehrt für die eigenen Farbherstellung, und dessen Verwendung wird in der Regel entweder in der Gesetzmäßigkeit der Stilkunde angewendet um fachlich richtige Restauration oder neu Ausmalung nach altem Vorbild zu leisten oder um Gestaltungen zu ermöglichen, welche perfekt in die vorhandene Raumsituation integriert werden können. Zudem lernt ein Dekorationsmaler alles über Untergründe und dessen Beschaffenheit um eine hochwertige Arbeit zu ermöglichen, welche haltbar ist und eine gewisse Garantieleistung gegenüber dem Kunden zu ermöglichen.

## Bekannte Dekorationsmaler
- Emil Hahn (1837–1881), Dekorationsmaler am königlichen Theater in Kassel
- Adolf Lentner (1851–1932), Dekorationsmaler, Puppenspieler, Bühnenbildner am Münchner Marionettentheater und Vermieter der Wohngemeinschaft der Franziska zu Reventlow
- Adolf Neumann (1868 in Reibersdorf/Schlesien – 1942 in Dresden)
- Wilhelm Roth (1870 in Honsbachermühle – 1948 in Bonn), Kirchen- und Dekorationsmaler (Firma Roth & Van der Kaaij)[5] Vater von Joseph Roth
- Johann Friedrich Christian Schmidt (1835 in Kiel – 1911 in Wädenswil), Kirchen- und Dekorationsmaler
- Christian Jakob Schmidt (1862–1937)
- Der Maler Otto Dix (1891–1969) machte vor seinem Kunststudium eine Lehre bei einem Dekorationsmaler.
- Der Kirchenmaler Heinrich Repke (1877–1962) machte im Atelier Georg Goldkuhe eine Ausbildung zum Dekorationsmaler, bevor er an die Kunstakademie Düsseldorf wechselte